# Kommando Dżihad
Kommando Dżihad – grupa terrorystyczna działająca na terenie Iranu.
Powstała 24 kwietnia 1989 r. Przewodniczy jej Abdah Ażaj Haid, dokonała ona licznych zamachów terrorystycznych na terenie Afryki i Azji wschodniej.

## Działalność terrorystyczna
- Zamach na pułkownika Hioko w 1999 r. w Stambule
- Spowodowanie eksplozji stacji kolejowej na terenie Azji wschodniej.

W 1997 r. została dodana do spisu organizacji terrorystycznych.